# Amr Hamzawy

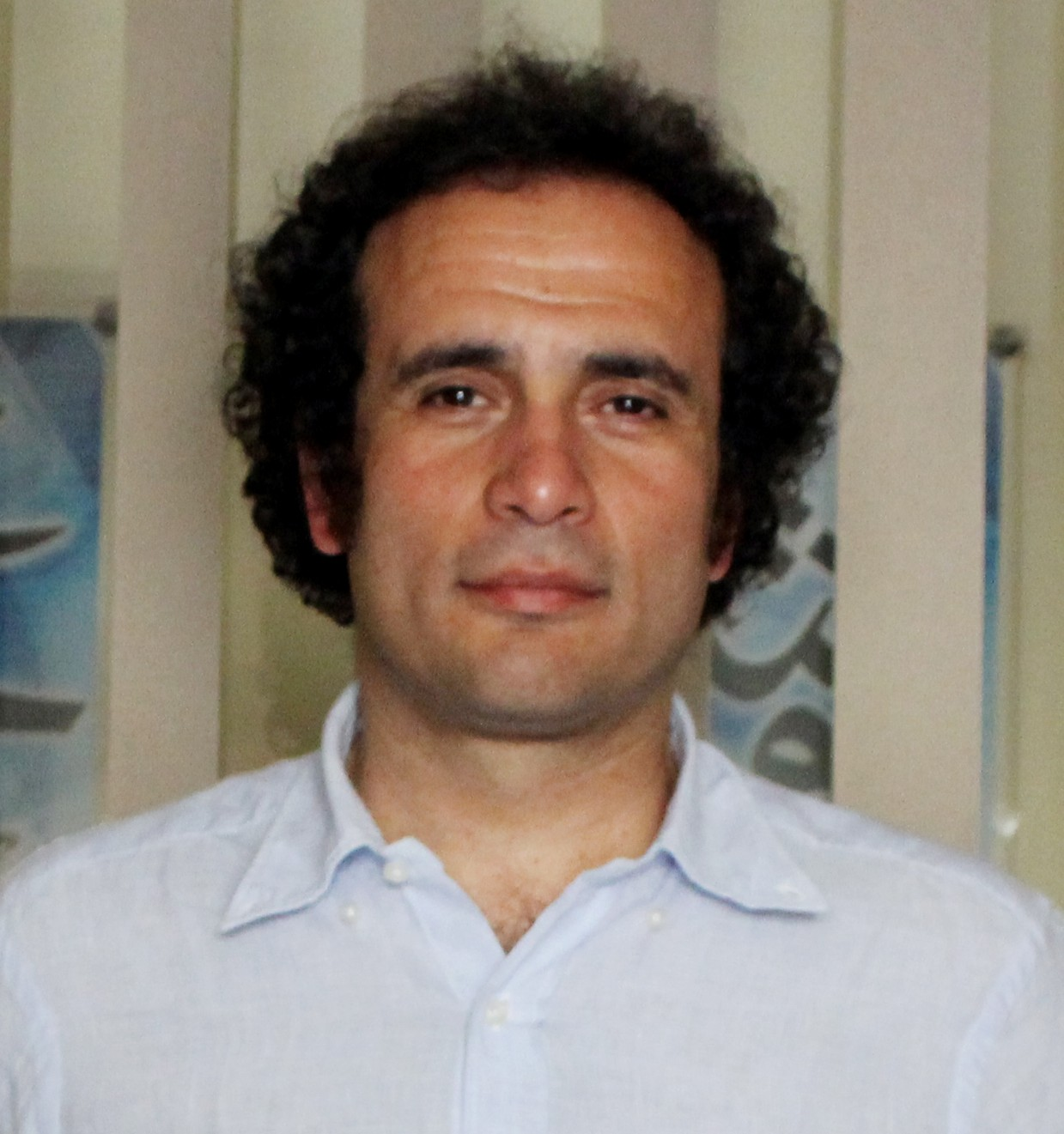
Amr Hamzawy (2011)

Amr Nabil Ahmed Osman Hamzawy (arabisch عمرو حمزاوى, Aussprache ägyptisch-arabisch: ˈʕɑmɾ ħæmˈzæːwi; * 28. Oktober 1967) ist ein ägyptischer Politikwissenschaftler, Menschenrechtsaktivist, Publizist und Politiker.

## Leben
Hamzawy erhielt seinen Bachelorgrad von der Universität Kairo. Danach erhielt er seinen Mastergrad in Entwicklungsstudien von der Universität Amsterdam und einen weiteren vom International Institute of Social Studies in Den Haag. Während seines Studiums war er Stipendiat der Hanns-Seidel-Stiftung. Von 1998 bis 2003 lehrte er als wissenschaftlicher Mitarbeiter am Otto-Suhr-Institut der FU Berlin. Im Jahr 2000 wurde er zum Gutachter für das Bundesministerium für wirtschaftliche Zusammenarbeit und Entwicklung bestellt. Er wurde 2002 durch die FU Berlin promoviert.
Von 2003 bis 2004 lehrte er als Dozent für Politikwissenschaften an der Universität Kairo. Zwischen 2003 und 2005 nahm er an mehreren Veranstaltungen des Bergedorfer Gesprächskreises für Internationale Politik der Körber-Stiftung teil. Von Januar 2005 bis Februar 2011 war er Forschungsdirektor beim Carnegie Middle East Cente in Beirut und Senior Associate beim Demokratie- und Rechtsstaatlichkeits-Programm des Carnegie Endowment for International Peace. Daneben hatte er eine zweimal im Monat erscheinende Kolumne in der Zeitung al-Hayat. Nach einem kritischen Artikel über die Verfassungsänderung durch die Regierung von Hosni Mubarak im Jahr 2006 warfen ihm staatsnahe Medien vor, ein Bündnis zwischen den Vereinigten Staaten und den ägyptischen Muslimbrüdern vorbereiten zu wollen. Ein früherer Vertrauter des inzwischen gestürzten Präsidenten Mubarak behauptete, dass Hamzawy ein ehemaliges Mitglied der Nationaldemokratischen Partei sei, das er nur aus Ärger über enttäuschte Aufstiegschancen verlassen habe. Hamzawy sagt dagegen, dass er 2003 nur an wenigen Treffen des außenpolitischen Ausschusses der Partei teilgenommen habe, aber schnell das Interesse verloren habe.
Während der Revolution in Ägypten 2011 war Hamzawy Mitglied im selbsternannten „Rat der Weisen“, der eingesetzt wurde, um den Protestlern und der Regierung Verhandlungen und mögliche Lösungen anzubieten. Er war zudem ein Mitglied des Nationalen Rates für Menschenrechte. Nach der Einsetzung von Ahmed Schafiq als Ministerpräsident wurde Amr Hamzawy die Position des Jugendministers angeboten. Hamzawy lehnte den Posten allerdings ab. Er wurde seitdem in das Projekt der Bildung einer liberalen Partei in Ägypten einbezogen – der Ägyptischen Sozialdemokratischen Partei. Allerdings verließ er die Partei und wurde zum Vorsitzenden der Partei Freiheitliches Ägypten (Teil des Bündnisses Die Revolution geht weiter), deren Gründungsmitglied Amr Hamzawy ist. 2011 wurde er als Abgeordneter des Kairoer Stadtteils Heliopolis ins Parlament gewählt. Als einer von landesweit sehr wenigen erfolgreichen Direktkandidaten des liberalen Lagers stieg er damals in relativ kurzer Zeit zu großer politischer Prominenz auf. Hamzawy verurteilte den Sturz des Präsidenten Mohammed Mursi durch das Militär im Juli 2013. Er fühlte sich anschließend Diffamierungen ausgesetzt, die ihm vorwarfen, den entmachteten Muslimbrüdern nahezustehen. In der Folge zog er sich aus der aktiven Politik zurück, verlor aber seine Lehraufträge als Politikwissenschaftler zuerst an der American University Cairo, dann an der Universität Kairo, und wurde 2014 mit einer einjährigen Ausreisesperre belegt, die schließlich von einem Gericht aufgehoben wurde. Nachdem er seine „Freiräume als Hochschullehrer und Intellektueller stark beschnitten“ gesehen hatte, verließ er im Sommer 2015 schließlich Ägypten und ging ins Exil in die USA. Er äußert sich als politischer Kommentator und Kolumnist weiterhin regelmäßig zur Situation in Ägypten. Auf Druck der Sicherheitsorgane dürfen seine Beiträge seit März 2019 nicht mehr in ägyptischen Medien erscheinen. Er schreibt eine wöchentliche Kolumne für die pan-arabische, in London erscheinende Tageszeitung al-Quds al-arabi.
Im akademischen Jahr 2016/2017 war er als Senior Fellow im Nahostprogramm und im Programm für Demokratie und Rechtsstaatlichkeit am Carnegie Endowment for International Peace in Washington, D.C., tätig. Seit 2017 ist er in Kalifornien als Senior Research Fellow am Zentrum für Demokratie, Entwicklung und Rechtsstaatlichkeit der Stanford University angestellt.
Aus seiner ersten Ehe mit einer Deutschen hat er zwei Söhne. Aus seiner zweiten Ehe mit der ägyptischen Schauspielerin Basma Hassan (von 2012 bis 2019) hat er eine Tochter.

## Schriften
Monografien
- Zum Spannungsverhältnis von Kontinuität und Wandel im zeitgenössischen arabischen Denken. Intellektuelle Debatten der 90er Jahre. Dissertation, FU Berlin 2002
- Zeitgenössisches politisches Denken in der arabischen Welt. Kontinuität und Wandel. Deutsches Orient-Institut, Hamburg 2005, ISBN 3-89173-089-6
- mit Nathan J. Brown: Between Religion and Politics. Carnegie Endowment for International Peace, Washington DC 2010, ISBN 978-0-87003-256-1
- Über die Gewohnheiten des Neoautoritarismus: Politik in Ägypten zwischen 2013 und 2019 (arabisch), Beirut 2019

Herausgeberschaften
- Civil Society in the Middle East. Verlag Hans Schiler, Berlin 2003, ISBN 3-89930-027-0
- mit Friedemann Büttner, Ferhad Ibrahim: Religion, Staat und Politik im Vorderen Orient. Festschrift für Friedemann Büttner. Lit Verlag, Münster 2003, ISBN 3-8258-6870-2
- European integration. Lessons Learned. Center for European Studies, Universität Kairo, 2006.
- mit Anthony Chase: Human Rights in the Arab World. Independent Voices. University of Pennsylvania Press, Philadelphia 2008, ISBN 978-0-8122-2032-2
- mit Marina Ottaway: Getting to Pluralism. Political Actors in the Arab World. Carnegie Endowment for International Peace, Washington DC 2009, ISBN 978-0-87003-245-5
- mit Lisa Blaydes, Hesham Sallam: Struggles for Political Change in the Arab World: Regimes, Oppositions, and External Actors After the Spring. University of Michigan Press, Ann Arbor 2022, ISBN 978-0-472-07537-9.

Aufsätze und Essays
- Powells Saat keimt. In: Navid Kermani, Michael Thumann (Hrsg.): Der Islam und der Westen. Berliner Taschenbuch-Verlag, Berlin 2003, ISBN 3-8333-0075-2, S. 55–62. bzw. Die Zeit, Nr. 8, 2003.
- Moderne, Authentizität und Globalisierung. Zu den gegenwärtigen Kontroversen arabischer Intellektueller. In: Religion, Staat und Politik im Vorderen Orient. 2003, S. 54–87.
- The Key to Arab Reform. Moderate Islamists. (PDF; 535 kB) Policy Brief Nr. 40, August 2005, Carnegie Endowment for International Peace.
- Die Globalisierung der Gefahr und die Verflechtungen von Religion, Politik und Gewalt (PDF; 697 kB) Kommentar zu Jochen Hippler: Krieg, Repression, Terrorismus. Politische Gewalt und Zivilisation in westlichen und muslimischen Gesellschaften. Institut für Auslandsbeziehungen, Stuttgart 2006, S. 155–181.
- The Saudi Labyrinth. Evaluating the Current Political Opening. (PDF; 223 kB) Carnegie Papers, Nr. 68, Carnegie Endowment for International Peace, April 2006.
- mit Dina Bishara: Islamist Movements in the Arab World and the 2006 Lebanon War. (PDF; 916 kB) Carnegie Papers No. 75, Carnegie Endowment for International Peace, November 2006.
- mit Marina Ottaway, Nathan J. Brown: What Islamists Need to be Clear About. The Case of the Egyptian Muslim Brotherhood. (PDF; 74 kB) Policy Outlook, Februar 2007, Carnegie Endowment for International Peace.
- mit Nathan J. Brown, Michele Dunne: Egypt's Controversial Constitutional Amendments. (PDF; 105 kB) Carnegie Endowment for International Peace, März 2007.
- mit Nathan J. Brown: Arab spring fever. In: The National Interest, Nr. 91, September/Oktober 2007.
- mit Nathan J. Brown: The Egyptian Muslim Brotherhood. Islamist Participation in a Closing Political Environment. (PDF; 474 kB) Carnegie Papers, Nr. 19, Carnegie Endowment for International Peace, März 2010.
- mit Sarah Grebowski: From Violence to Moderation. Al-Jama'a al-Islamiya and al-Jihad. (PDF; 291 kB) Carnegie Papers, Carnegie Endowment for International Peace, April 2010.
- Partizipation von Islamisten in der arabischen Politik. In: Aus Politik und Zeitgeschichte, 24/2010, Bundeszentrale für politische Bildung, 5. Juni 2010.